# 冰島藝術大學
冰島藝術大學是一所位於冰島雷克雅未克的高等教育機構，為冰島和國際學生提供藝術類大學教育。 1998年9月21日  由冰島戲劇學院和雷克雅未克藝術學院合併而成。 1999年秋開始正式授課。 其學科有藝術教育、設計和建築、美術、音樂和戲劇舞蹈。

## 外部連結
- Official homepage （页面存档备份，存于）
- Listing at Cumulus, International Association of Universities and Colleges of Art, Design and Media（页面存档备份，存于）
- Listing and ranking at 4 International Colleges and Universities（页面存档备份，存于）
- Listing at www.University.Directory.eu（页面存档备份，存于）
- Arts Schools in Iceland（页面存档备份，存于）, list at Center for Icelandic Art

64°08′29″N 21°54′39″W / 64.14139°N 21.91083°W